# Dermasterias imbricata
Dermasterias imbricata is een zeester uit de familie Asteropseidae.
De wetenschappelijke naam van de soort werd in 1857 gepubliceerd door Adolph Eduard Grube.